# Замуруев, Сергей Васильевич
Сергей Васильевич Замуруев (род. 1965, Каменка, Орловская область) — прокурор Московской области (2006—2008), Почётный работник прокуратуры Российской Федерации, награждён медалью ордена «За заслуги перед Отечеством» II степени, Государственный советник юстиции 2 класса.

## Биография
- Родился в 1965 году в селе Каменка Верховского района Орловской области. Срочную службу проходил в пограничных войсках СССР.
- В 1991 году окончил Украинскую юридическую академию, с отличием.
- С июля 1991 года в прокуратуре Московской области, начал с должности стажёра Ногинской городской прокуратуры. В разное время работал следователем в отделе по расследованию особо важных дел, убийств и бандитизма прокуратуры области (в частности, вёл дело банды Андрея Сохина), заместителем Люберецкого городского прокурора, прокурором города Жуковского, начальником управления по надзору за уголовно-процессуальной и оперативно-розыскной деятельностью органов внутренних дел и юстиции прокуратуры Московской области.
- В декабре 2005 года был назначен заместителем прокурора Московской области.
- С 11 октября 2006 года — прокурор Московской области[1].
- С 17 ноября 2008 года — Государственный советник юстиции 2 класса[2], начальник управления Генеральной прокуратуры Российской Федерации в Центральном федеральном округе[3].
- С 2009 года — Замуруев входит в редакционный совет научно-практического журнала «Прокурор»[4].
- В 2011 году, Указом Президента РФ от 02.01.2011 N 15, награждён медалью ордена „За заслуги перед Отечеством“ II степени, в том же 2011 году Сергей Замуруев назначен начальником вновь образованного Главного управления кадров[5] Генеральной прокуратуры РФ[6].

## Деятельность
Прокурор подмосковного региона Замуруев активно боролся с незаконными действиями с землей, с её самозахватами и стихийной застройкой, участвовал в раскрытии убийства мэра города Дзержинского Виктора Доркина. Замуруев создал прецедент, первый случай, когда Конституционный суд рассматривал спор между двумя субъектами федерации — Москвой и Московской областью. Случалось, Замуруев выезжал на места происшествия лично, к примеру, он был на ДТП в котором погиб губернатор Костромской области и его водитель, однако, «Новая газета» указывала и на изрядные бюрократические способности Замуруева, резюмируя, что «никакая смена кадров в прокуратуре не ведет к защите интересов народа». Впрочем, ничем серьёзным Сергей Замуруев себя не запятнал, «Российская газета» особо подчеркивала, что к «Делу о подмосковных казино» он отношения не имел, прокуратуру Московской области он покинул в 2008 году, на его место был назначен коррумпированный прокурор Александр Мохов. Выдвиженец Замуруева Станислав Буянский был единственным из подмосковных прокуроров, который пытался противостоять банде Мохова и Игнатенко, причину отставки Замуруева Буянский объяснял так:

По сути, костяк областной прокуратуры представляет собой единую коррупционную группировку, во главе которой находится начальник Главного организационно-инспекторского управления Генпрокуратуры Синдеев Ю. М. Фактически Синдеев управляет всеми действиями прокуратуры Московской области. Прокурор МО Мохов А. М. и его первый заместитель Игнатенко А. Н. являются личными ставленниками Синдеева, так как ранее они вместе проходили службу в районных прокуратурах. Предыдущий прокурор области Замуруев С. В. в эту команду не вписался и был переведен в Центральный федеральный округ.— Экс-зампрокурора Подмосковья Станислав Буянский, «Игорное дело ушло в прошлое», «Московский комсомолец» № 25644 от 18 мая 2011
В 2018 году некоторые источники противопоставляли руководителя Главного управления кадров Генпрокуратуры Замуруева и начальника Главного организационно-аналитического управления Генпрокуратуры Андрея Некрасова во время борьбы за вакантное место заместителя генерального прокурора Российской Федерации, вспомнив про крайне сомнительную роль Некрасова в «игорном деле», Замуруева же характеризовали лишь с положительной стороны.